# Kåtålvisjaure
Kåtålvisjaure är en sjö i Jokkmokks kommun i Lappland och ingår i Luleälvens huvudavrinningsområde. Sjön har en area på 0,279 kvadratkilometer och ligger 352 meter över havet. Sjön avvattnas av vattendraget Kåtålvisjåkkå.

## Delavrinningsområde
Kåtålvisjaure ingår i det delavrinningsområde (741718-160921) som SMHI kallar för Mynnar i Lilla Luleälvens vattendragsyta. Medelhöjden är 503 meter över havet och ytan är 53,23 kvadratkilometer. Det finns inga avrinningsområden uppströms utan avrinningsområdet är högsta punkten. Kåtålvisjåkkå som avvattnar avrinningsområdet har biflödesordning 3, vilket innebär att vattnet flödar genom totalt 3 vattendrag innan det når havet efter 271 kilometer. Avrinningsområdet består mestadels av skog (93 procent). Avrinningsområdet har 0,59 kvadratkilometer vattenytor vilket ger det en sjöprocent på 1,1 procent.